# آشفته‌زمین یانی

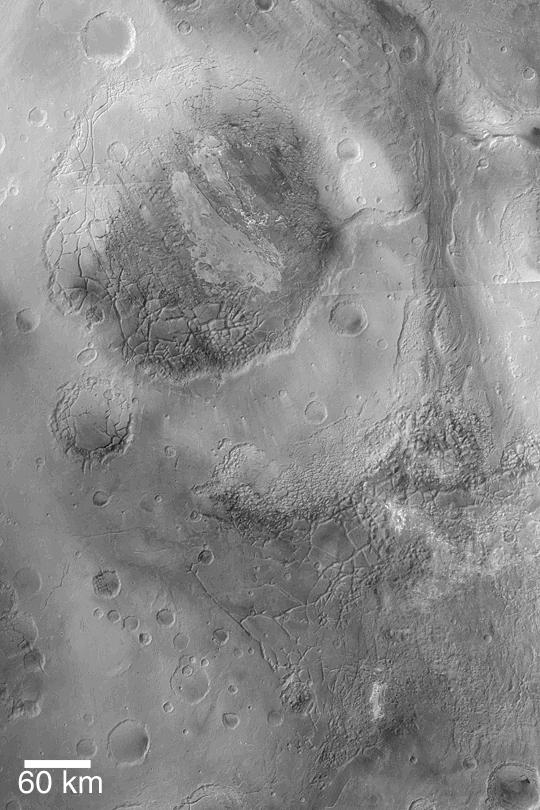
آشفته‌زمین یانی در پایین سمت راست این تصویر دیده می‌شود. زمین‌های پست واقع در سمت چپ بالای تصویر آشفته‌زمین آرام است.

آشفته‌زمین یانی (Iani Chaos) منطقه‌ای با سطحی آشفته در کره مریخ (بهرام) است که در جنوب دره‌وار آرس واقع شده‌است.
آشفته‌زمین یانی پیرامون ‎~۳۴۲°‏ شرقی و ‎۲°‏ جنوبی قرار دارد.
دانشمندان بر این باورند که این آشفته‌زمین بر اثر جابه‌جایی آب یا یخ زیرزمینی و روان شدن آن بر روی سطح شکل گرفته‌است؛ همان روندی که باعث پیدایش دره‌وار آرس نیز شده‌است.
در داخل آشفته‌زمین یانی رسوباتی نرم و کم‌شیب به صورت لایه‌لایه با رنگی متوسط تا کم‌رنگ وجود دارد که از یک کانی هیدراته که به احتمال زیاد گچ یا هماتیت است تشکیل شده‌اند.

## آزمایشگاه علمی مریخ
برای استقرار مریخ‌نورد بعدی ناسا، به نام آزمایشگاه علمی مریخ، ۳۳ محل در چهارگوش مارگاریتیفر سینوس پیشنهاد شده‌است که آشفته‌زمین یانی یکی از آن‌ها است.
در محل قابل فرود در آشفته‌زمین یانی رسوباتی از هماتیت و گچ یافته شده‌است. این کانی‌ها معمولاً در ارتباط با آب تشکیل می‌شوند.
زمین‌شناسان امید دارند تا روزی محل‌هایی در این آشفته‌زمین که آب در آن‌ها جمع می‌شده را بررسی کنند و سپس به بررسی لایه‌های ته‌نشین‌ها بپردازند.
هدف آزمایشگاه علمی مریخ جستجو برای نشانه‌های زیست باستانی است. امید دانشمندان این است که مأموریت‌های بعدی بتوانند نمونه‌هایی از خاک را که ممکن است بازمانده‌هایی از زیست باستانی را در خود داشته‌باشند با خود به زمین بیاورند.
برای فرود بدون اشکال فضاپیماها در این محل، به دایره‌ای تخت و نرم با قطری معادل ۱۲ مایل نیاز است.

## نگارخانه

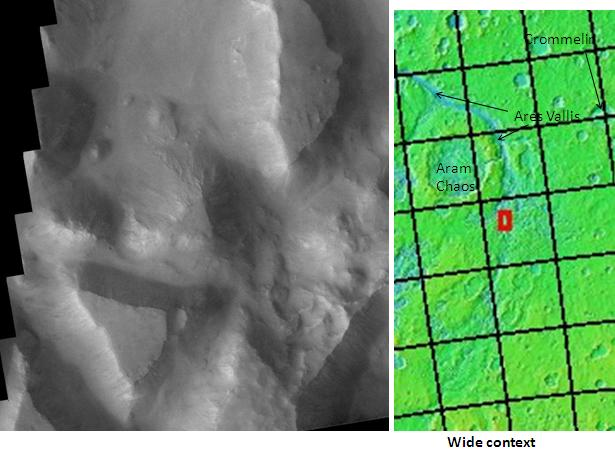
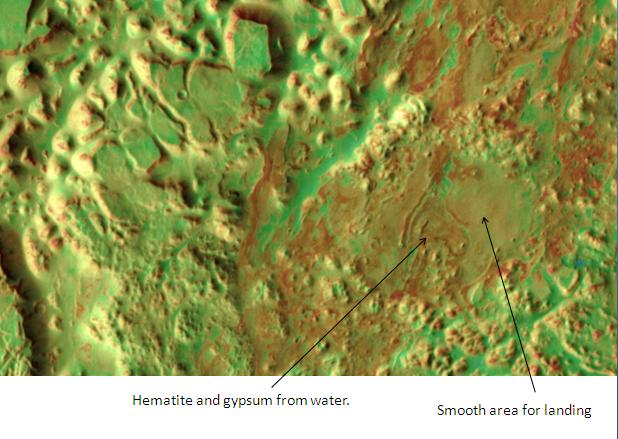